# Каваду
Каваду (порт. Cávado) — економіко-статистичний субрегіон в Північному регіоні Португалії, включає в себе 6 громад округу Брага. 
Територія — 1 198 км². Населення — 393 064 осіб. 

## Географія
Регіон межує: 
- на півночі — субрегіон Мінью-Ліма
- на сході — субрегіон  Алту-Траз-уш-Монтіш
- на півдні — субреґіони Аве, Великий Порту
- на заході — Атлантичний океан

## Громади
Субрегіон включає в себе 6 громад: 

### Муніципалітети округу Брага
- Амаріш
- Барселуш
- Брага
- Віла-Верді
- Терраш-ді-Бору
- Ешпозенде

## Найбільші міста
- Брага — 173,9 тис. жителів
- Барселуш — 20,6 тис. жителів
- Ешпозенде — 9, 1 тис. Жителів

| Португалія | Це незавершена стаття з географії Португалії. Ви можете допомогти проєкту, виправивши або дописавши її. |